# Juan Antonio Escribano Castilla
Juan Antonio Escribano Castilla (Motril, Granada, 8 de noviembre de 1918 - ibídem, 3 de julio de 2005) fue un maestro y abogado español, alcalde de la ciudad de Motril entre 1961 y 1975, y procurador en Cortes por el Tercio Familiar.

## Biografía
Nació en la capital de la Costa Granadina, hijo de Luis Escribano Úbeda y Teresa Castilla Hernández, en el número 88 de la calle de Las Cañas. Su padre fue acequiero, y por ello sus estudios fueron realizados por medio de ayudas económicas del estado. Sus primeros estudios los cursó en la escuela de D. Manuel Manzano en la calle de Las Cañas, donde conoció a la que sería su mujer, María Teresa González-Carrascosa Rodríguez. Posteriormente siguió cursando estudios en la escuela de Juan Rodríguez Pintor, maestro y poeta, el cual fue una de sus influencias más notables, tanto en su labor posterior en el ejercicio del magisterio como en su vida personal.
Descubrió que realmente estaba inscrito como 'Juan Antonio' en el registro civil ya que en las actas de un examen de ingreso apareció nombrado así (hasta entonces, en el entorno familiar y social se le conocía como 'Manuel'). Posteriormente, por consejo de su maestro Juan Rodríguez Pintor, realiza un examen para obtener una beca que le permita continuar sus estudios. Tras conseguir la beca, los prosiguió en el Instituto Politécnico de Motril. En aquel tiempo ya formaba parte de Acción Católica y también de diversos grupos de teatro de la ciudad. Más tarde, años antes de comenzar la guerra civil española, perteneció a Falange Española. 
Al estallar la contienda, pese a su adhesión a F.E. y tras el Decreto de Unificación (por lo cual hubiera sido destinado con soldados de su partido), fue enviado como soldado raso por el ejército regular franquista el 8 de septiembre de 1937, y participó en el enfrentamiento civil hasta el final de éste (el 1 de abril de 1939, en Madrid). Durante la guerra estuvo en Salamanca, Zaragoza, Barcelona, Castellón, Madrid y estuvo presente en la batalla de Teruel. Al finalizar la guerra, realiza en la Universidad Central de Madrid el examen de acceso a estudios superiores, donde obtuvo la calificación de 'matrícula de honor'. Cursó entonces los estudios de Magisterio en la Escuela Normal de Granada. Una vez concluidos dichos estudios, ganó las oposiciones correspondientes (llegando a ser el número dos de Andalucía) y mientras se distribuyeron las plazas fue docente en Granada, en la escuela de los PP. Maristas. Tras esto, consiguió plaza en su municipio natal, en la pedanía de El Varadero, y más tarde fue destinado a la Escuela Graduada. Tras estos cambios, su destino definitivo fue Lentegí. Después de varios años ejerciendo la docencia, en 1949, ya casado (a fecha 6 de junio de 1944) y con tres hijos, decide abandonar el Magisterio e iniciar estudios de Derecho en la Universidad de Granada como alumno libre. Tras finalizarlos, se incorporó al Colegio de Abogados de Granada en 1952, jurando el cargo con el número 573.
Desempeñó un puesto como concejal en el Ayuntamiento de Motril desde el año 1941, siendo alcalde Federico Ramos, y se mantuvo en el mismo puesto durante los años que estuvo Enrique Montero. 
Durante estos años comenzó su colaboración con la Hermandad de Labradores de Motril, de la que fue secretario, y con posterioridad lo fue de la Comunidad de Regantes de Motril (antigua Diputación de Aguas). En esta última llegó a ser presidente, y se mantuvo en el cargo hasta un año antes de su muerte, sumando un total de 43 años en el cargo.
En el año 1952, como secretario de la Hermandad de Labradores, ofreció una ponencia en el III Congreso Regional Sindical Agrario de Andalucía Oriental, celebrado en Jaén, sobre aprovechamiento industrial de los subproductos de la caña del azúcar en su aspecto social-económico, en el cual se expuso un estudio por el cual era posible extraer papel de la caña de azúcar, además de otros productos ya conocidos. Se solicitó que se incluyese este proyecto en los Planes Generales de la Comisión Especial creada para la programación de las Industrias de producción de Celulosa y pasta para papel, y que fuese declarado de interés nacional y urgencia la instalación de una factoría de papel y cartón en Motril utilizando el bagazo de la caña de azúcar.
Esta ponencia fue aprobada, y en declaraciones al periódico El Español a fecha 1 de febrero de 1955, el ministro de Industria señala que la fábrica será construida en Motril. Finalmente se aprobó el 12 de abril de 1956 en el B.O.E. Tras varios años de esfuerzo, a fecha 22 de junio de 1963, a las 13:45 horas, se produjo la primera lámina de papel de la Fábrica de La Celulosa.
El 9 de febrero de 1961 Juan Antonio Escribano Castilla fue designado como alcalde Motril por el gobernador civil, José María Alfín Delgado, con la condición a petición de Escribano de ser procurador en Cortes en representación de los municipios de la provincia de Granada, pues creía que era la mejor manera de cumplir en sus funciones de alcalde para con su ciudad. Este cargo le fue concedido el 30 de marzo de ese mismo año. Durante el año 1963 estuvo presente como representante de la ciudad de Motril en la creación de la Mancomunidad de Municipios de la Costa del Sol. 
En 1966 se comienza la construcción de la finca Astrida, propiedad de SS.MM. los Reyes de los Belgas Balduino I de Bélgica y Fabiola de Bélgica en Playa Granada, y que finalizó en agosto de 1968. La construcción de la finca, pensada como residencia veraniega de SS.MM., hizo que se entablase una relación amistosa entre el entonces alcalde y los monarcas que perduró hasta el fallecimiento primero del Monarca, ocurrido en dicha residencia y luego siguió con la Reina hasta el fallecimiento de J. A. Escribano.
En el año 1968 se celebró en Motril el Congreso Económico de la Penibética donde, como alcalde, apostó firmemente por la industrialización frente al turismo, ya que consideraba que ésta era la mejor vía para aprovechar el despegue económico que en España se estaba produciendo. 
A fecha 14 de enero de 1969 se produce la primera manifestación a nivel nacional bajo vigilancia policial, debido a la destrucción de las chabolas en la playa de Poniente a causa de un fuerte temporal. En 1971, en la semana del 29-03 al 04-04 comienza a celebrarse la Semana Verde Hortofrutícola Subtropical, donde se exponían los productos agrarios característicos de la zona a todo el panorama nacional. En 1974 se celebra un homenaje a Julio Rodríguez Martínez, exministro de educación, donde el alcalde le hace entrega del título de Hijo Adoptivo de la Ciudad. D. Julio Rodríguez siendo ministro de Educación otorgó a Motril la UNED (Universidad a Distancia). El 30 de septiembre de 1975 dimite como alcalde. Sus concejales decidieron dimitir de sus cargos el 21 de octubre tras la dimisión del alcalde.
El 22 de junio de 1976 se constituye la Junta Provincial Unión del Pueblo Español, donde Juan Antonio Escribano figura como vicepresidente. Tras su actividad política todos estos años, ejerció su profesión de abogado hasta su jubilación. Desempeñó cargos en varias instituciones de la zona, como la ya citada Comunidad de Regantes de Motril. Ocupó la Presidencia de la Cruz Roja (con especial atención a los puestos de socorro, los cuales fueron dotados de lanchas y también de una U.V.I. móvil (lograda gracias a la colaboración económica del pueblo de Motril), fue miembro de la Junta de Gobierno en la Confederación Hidrográfica del Sur, Presidente de la Rectora Cooperativa Azucarera de San Luis, Secretario Gral. del Consejo de Admón. de la Caja General de Ahorros de Granada, y también colaboró en la presa local y provincial activamente. Falleció el 3 de julio de 2005 a causa de una neumonía.

## Logros como alcalde
- Gestión el edificio de Ayudantía de Marina y Aduana Nacional.
- Ampliación la red de alcantarillado.
- Pavimentación y alumbrado de calles.
- Ampliación urbanística de la zona Norte de Motril, Zona Residencial; calle Ancha y adyacentes y nuevos barrios en la ciudad.
- Creación y puesta en funcionamiento de la Fábrica de Celulosa de Motril, hoy día Torraspapel.
- Concesión de Hospital Básico de Santa Ana de Motril y gestión de los terrenos para su ubicación.
- Compra de la Fábrica de la Alcoholera.
- Remodelación del paseo de las Explanadas.
- Creación de las fiestas de Motril en honor de la Virgen de la Cabeza, patrona de la ciudad.
- Cubrió, en parte, la Rambla de Capuchinos y la acequia principal a su paso por el casco urbano.
- Automatización el teléfono (diciembre de 1970).
- Rehabilitación del cementerio municipal.
- Mejora de las instalaciones del cerro de la Virgen de la Cabeza.
- Creación de la Semana Verde Hortofrutícola Subtropical.
- Creación del E.V.A.-9, Escuadrón de Vigilancia y Control Aéreo
- Albacea de Luis Pastor, a cuya petición de entregar sus bienes para obras sociales en Motril, decide crear junto con Emilio Martín Moré (director de Banesto), el colegio de educación especial Aprosmo.
- Miembro fundador de Caja Rural en Granada.
- Construcción del IES Francisco Javier de Burgos y Colegios Públicos como Reina Fabiola, Huertas Baena, etc.
- Construcción del estadio municipal de Motril que más tarde pasaría a llamarse estadio Escribano Castilla.
- Construcción de viviendas sociales junto al Instituto Francisco Javier de Burgos y otras zonas.
- Construcción de la Escuela de Formación Profesional Virgen de la Cabeza en el colegio de los PP. Agustinos Recoletos.
- Fundación de la sede y servicios de CAMPSA en la zona.
- Asilo de ancianos San Luis.
- Urbanizaciones en el término municipal como Playa Granada, Acapulco, El Maraute, La Chucha, La Perla, Calahonda, etc.
- Real Club Náutico de Motril
- Puerto pesquero.
- Creación y puesta en servicio de Merco-GranadaMotril

## Reconocimientos
- Ingreso en la Orden de Cisneros (07/02/1963)
- Comendador de número de la Orden del Mérito Civil (24/05/1965)
- Encomienda con placa de la Orden Civil de Sanidad
- Medalla de Oro de la Cruz Roja
- Oficial y comendador de la Orden Civil del Mérito Agrícola (22/07/1975)
- Comendador de la Orden de Alfonso X el Sabio (01/04/1971)
- Medalla de Oro de la Ciudad de Motril en 2005.